# Haemobaphes intermedius
Haemobaphes intermedius är en kräftdjursart som beskrevs av Zbigniew Kabata 1967. Haemobaphes intermedius ingår i släktet Haemobaphes och familjen Pennellidae. Inga underarter finns listade i Catalogue of Life.